# Grenslandmuseum

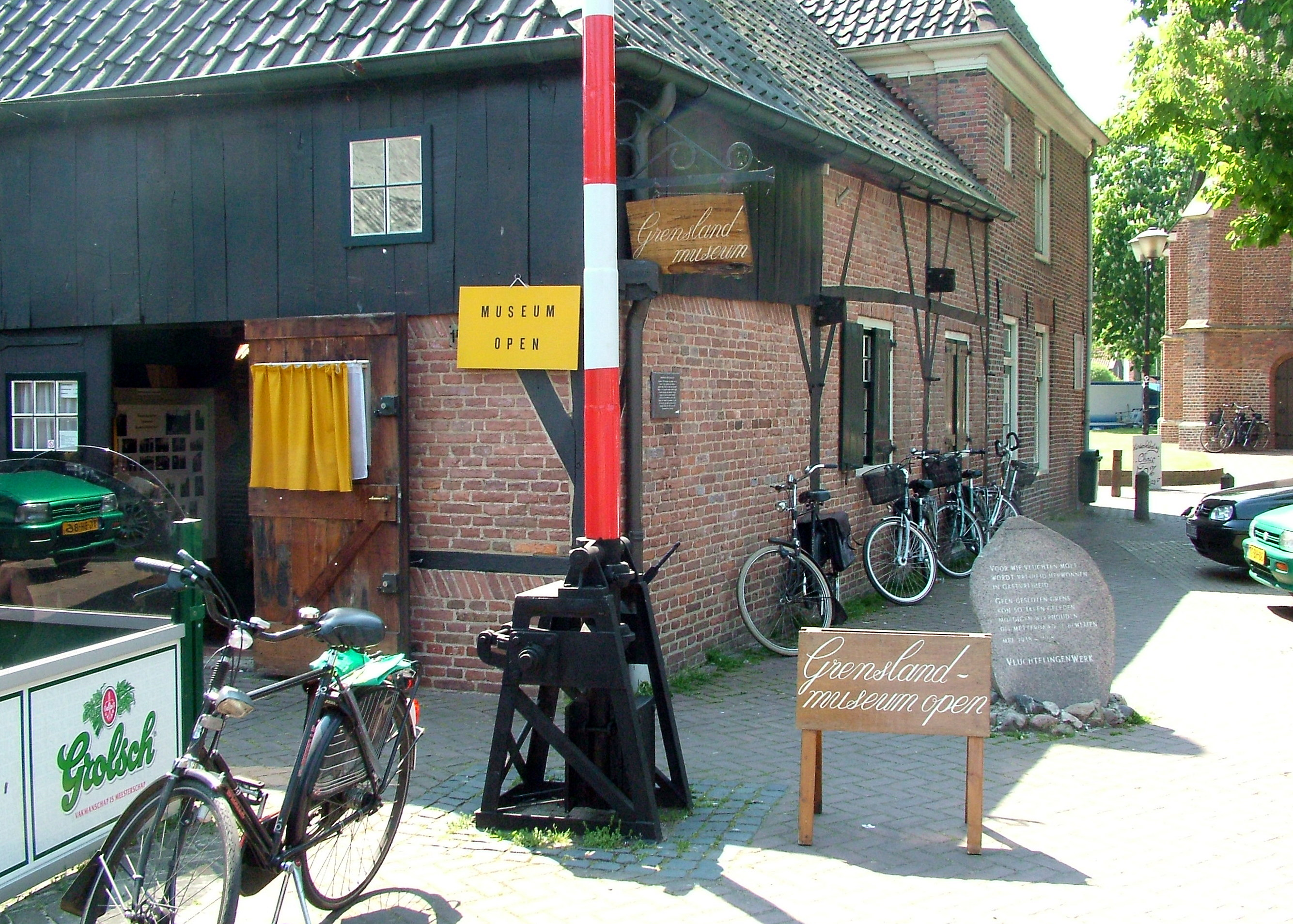
Het Grenslandmuseum in Dinxperlo

Het Grenslandmuseum is gevestigd in een pand uit omstreeks 1787. Dit pand is het oudste pand van Dinxperlo, een plaats in de Gelderse Achterhoek. In 1985 ging het museum open. Het geeft met authentiek materiaal een beeld van Dinxperlo in Nederland en Suderwick in Duitsland en de grens die sinds 1766 tussen deze twee dorpen ligt.
De verzameling bestaat uit in beslag genomen wapens, uniformen, een bontjas afkomstig van een beschermde diersoort, drugs, Duits noodgeld, documenten, foto's en vele voorwerpen, die een indruk geven van het dagelijks leven uit die tijd, de impact op het grensverkeer tijdens de Tweede Wereldoorlog en de werkzaamheden van de douane.